# Annie Kenney

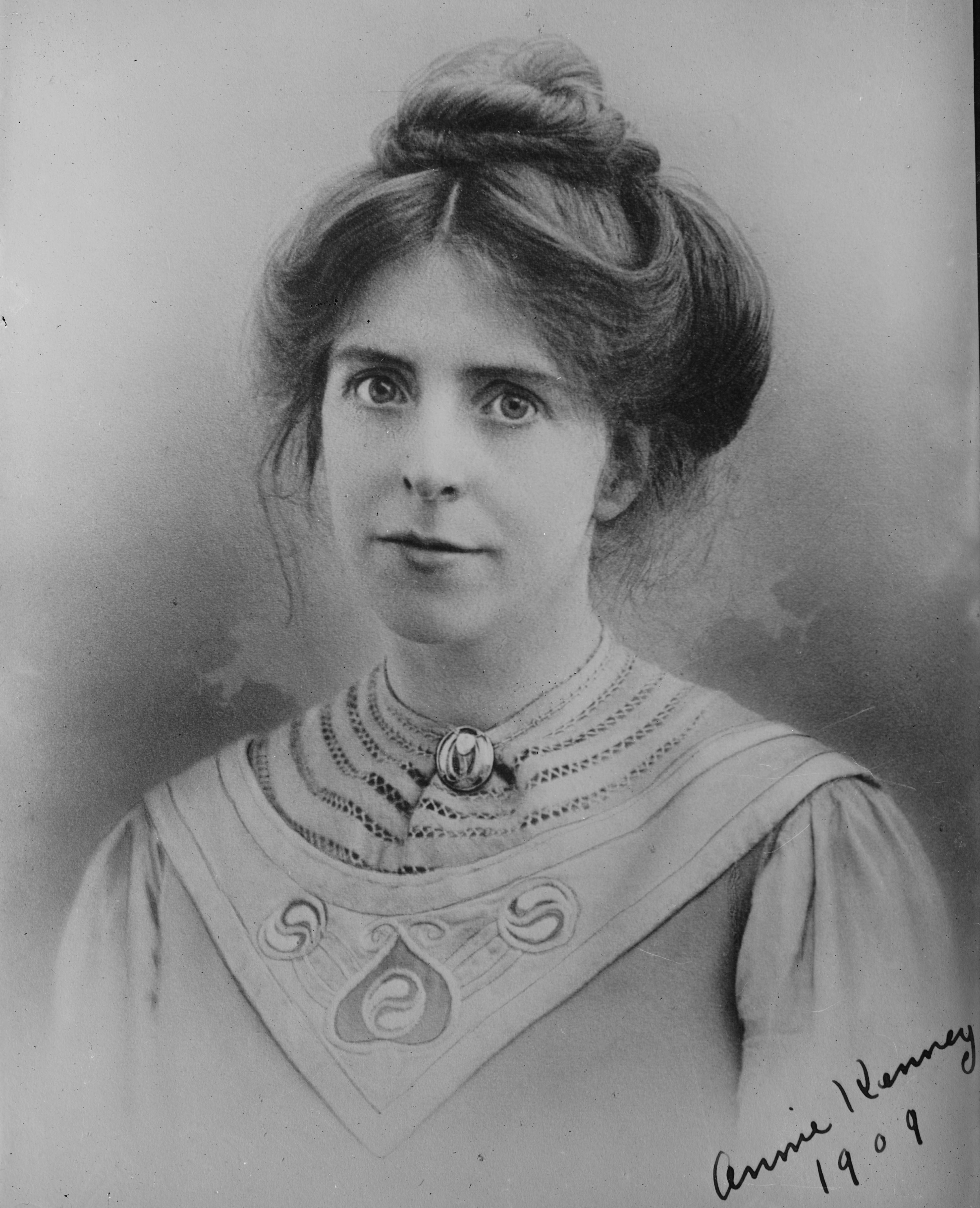
Annie Kenney (1909)

Annie Kenney (* 13. September 1879 in Oldham; † 9. Juli 1953 in Hitchin) war eine englische Suffragette aus der Arbeiterschicht, die eine führende Person in der Women's Social and Political Union (WSPU) wurde. Zusammen mit Minnie Baldock begründete sie die erste Unterorganisation in London. Kenney zog 1905 die Aufmerksamkeit der Presse und der Öffentlichkeit auf sich, als sie und Christabel Pankhurst mehrere Tage wegen Angriff und Obstruktion eingesperrt worden war. Dies war die Folge der Störung von Edward Grey bei einer Versammlung der Liberal Party in Manchester, bei der es um das Problem des Frauenwahlrechts ging. Dem Zwischenfall wird die Bedeutung zugeschrieben, dass er eine neue Phase im Kampf um das Frauenwahlrecht einläutete, da nun militante Taktiken angewendet wurden. Annie hatte Freundschaften mit Emmeline Pethick-Lawrence, Mary Blathwayt, Clara Codd, Adela Pankhurst und Christabel Pankhurst.

## Frühes Leben
Kenney wurde in Oldham, im Bereich des Großraums Manchester, in eine Arbeiterfamilie hineingeboren, als die vierte Tochter (von 12 Kindern) von Horatio Nelson Kenney (1849–1912) und Anne Wood (1852–1905). Sie hatte sieben Schwestern, zu denen Nell (Sarah), Jessie, Jenny, Alice und Kitty gehörten. Im Alter von 10 Jahren begann Annie mit einer Teilzeitarbeit in einer Baumwollfabrik und besuchte zugleich die Schule. Voll arbeitete sie im Alter von 13 Jahren, was 12-Stunden-Schichten von 6 Uhr morgens an bedeutete. Als Helferin (oder „tenter“) eines Webers angestellt, war es ein Teil ihres Jobs, die Spindeln zu versorgen und die Flies-Stränge zu bearbeiten, wenn sie zerrissen; bei einer solchen Tätigkeit wurde ihr ein Finger von einer sich drehenden Spindel abgerissen. Sie blieb 15 Jahre in der Fabrik, kümmerte sich um Gewerkschaftsarbeit, erweiterte ihre Bildung durch Selbststudium und – inspiriert durch Robert Blatchfords Publikation The Clarion – förderte das Studium der Literatur unter ihren Arbeitskolleginnen. Sie war eine regelmäßige Kirchgängerin.

## Aktivismus

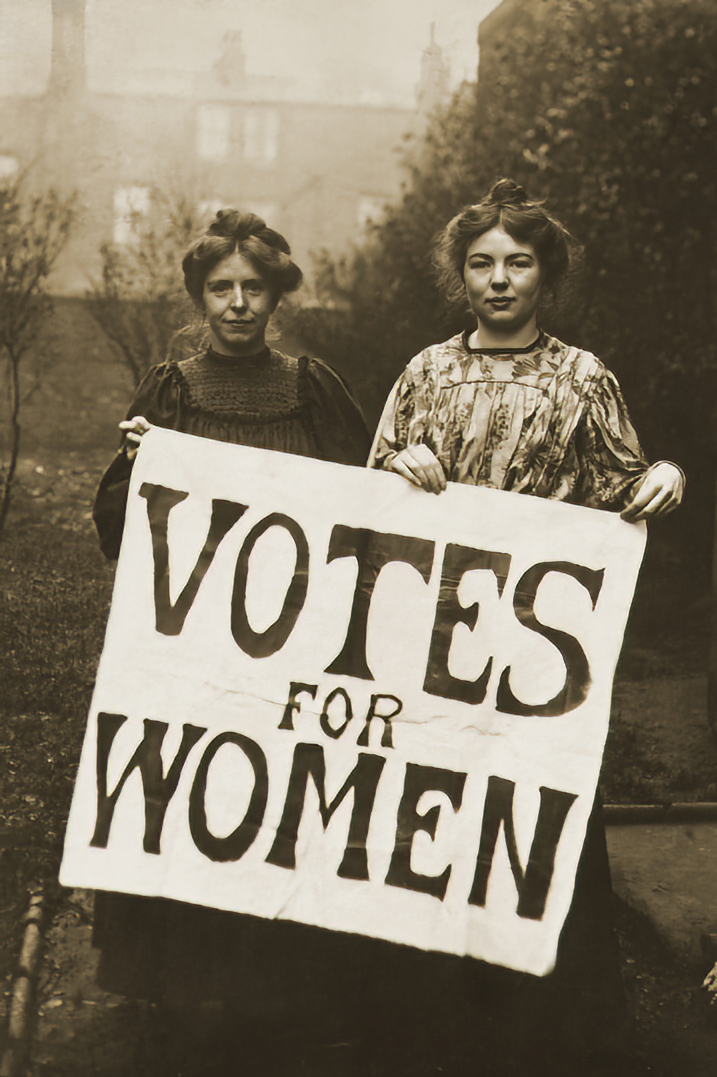
Annie Kenney (links) und Christabel Pankhurst zeigen ihr gemeinsames Ziel

Kenney trat der Women's Social and Political Union (WSPU) aktiv bei, nachdem sie und ihre Schwester Jessie 1905
Teresa Billington-Greig und Christabel Pankhurst im „Oldham Clarion Vocal Club“ gehört hatten. Während einer Versammlung der Liberalen im Oktober 1905, in der Free Trade Hall von Manchester störten Kenney und Christabel Pankhurst ein politisches Treffen, bei dem Winston Churchill und Edward Grey anwesend waren, indem sie riefen: „Will the Liberal government give votes to women?“ (deutsch: Wird die liberale Regierung den Frauen das Stimmrecht geben?) Nach dem Entfalten eines Banners mit der Schrift „Votes for Women“ und weiterem Rufen wurden sie aus dem Treffen hinausgeworfen und wegen der Verursachung von Obstruktion verhaftet. Pankhurst wurde in Haft gehalten, weil sie einen Polizisten angegriffen hatte, nachdem sie ihn angespuckt hatte, um eine Verhaftung zu provozieren (später schrieb sie, dass es eine trockene Spuckerei gewesen sei, mehr ein Flunsch). Kenney wurde drei Tage im Gefängnis für ihren Anteil am Protest festgehalten. Insgesamt war sie 13 mal eingesperrt.

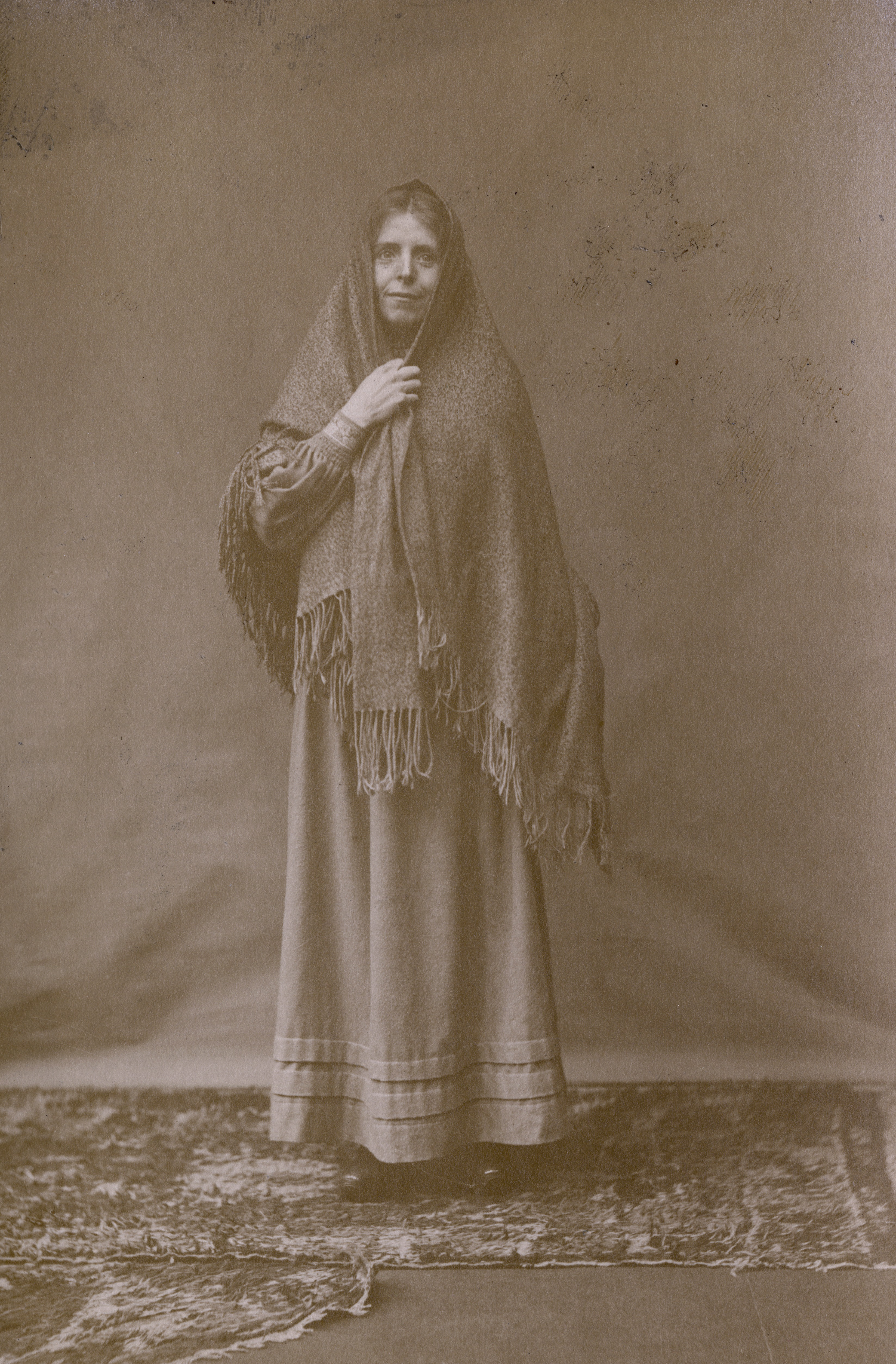
Annie Kenney, verkleidet als Mühlenarbeiterin (1906)

Emmeline Pankhurst schrieb in ihrer Autobiographie, dass "this was the beginning of a campaign the like of which was never known in England, or for that matter in any other country ... we interrupted a great many meetings ... and we were violently thrown out and insulted. Often we were painfully bruised and hurt." (deutsch: dass dies der Beginn einer Kampagne war, wie sie England noch nie gesehen hatte, oder auch in dieser Angelegenheit kein anderes Land ... wir unterbrachen eine große Zahl von Treffen ... und wir wurden gewaltsam hinausgeworfen und angegriffen. Oft wurden wir auf schmerzhafte Weise verletzt.)
Kenney und Minnie Baldock schufen 1906 den ersten Londoner Zweig der WPSU in Canning Town und versammelten sich zu Treffen in 105 Barking Road, der „Canning Town Public Hall“. Im Juni dieses Jahres wurden Kenney, Adelaide Knight und Frau Sparborough verhaftet, als sie versuchten, im Beisein von H. H. Asquith, damals Schatzkanzler, die Aufmerksamkeit der Zuhörer zu erlangen. Vor die Wahl gestellt, sechs Wochen ins Gefängnis zu gehen oder den Kampf für ein Jahr aufzugeben, wählte Kenney das Gefängnis, wie es die anderen auch taten.
Kenney wurde ein Teil der obersten Führung der WSPU, indem sie 1912 die Stellvertretung übernahm. 1913 arrangierten sie und Flora Drummond ein Gespräch zwischen Vertreterinnen der WSPU und den führenden Politikern David Lloyd George und Edward Grey. Es sollten Arbeiterinnen, die ihre Schicht repräsentierten, daran teilnehmen. Sie erklärten die schrecklichen Lohn- und Arbeitsbedingungen, unter denen sie litten, und ihre Hoffnung, dass das Stimmrecht die Frauen befähigen würde, auf demokratische Weise den Status quo in Frage zu stellen. Alice Hawkins aus Leicester erklärte, dass ihre männlichen Kollegen einen Mann als ihren Vertreter wählen konnten, während die Frauen ohne Vertretung blieben.
Kenney war in andere militante Aktionen verwickelt und musste sich oftmals der Zwangsernährung unterziehen. Sie war immer entschlossen, den Autoritäten konfrontativ entgegenzutreten und die Ungerechtigkeit des neuen Gesetzes zu betonen, das die Entlassung von Gefangenen wegen schlechter Gesundheit möglich machte, damit sie später, einigermaßen vom Hungerstreik erholt, ihre Haft fortsetzen konnten. Deswegen wurde es auch Cat and Mouse Act genannt, weil mit den Gefangenen gespielt wurde, wie es die Katze mit Mäusen zu tun pflegt. Bei einer Gelegenheit im Januar 1914, als sie gerade aus dem Gefängnis entlassen worden und sehr schwach war, wurde in der Zeitung The Times berichtet, dass bei einem Meeting in der „Knightsbridge Town Hall“ Norah Dacre Fox, die Generalsekretärin der WSPU, folgendes geschildert habe:
„Miss Kenney was conveyed to the meeting in a horse ambulance; and she was borne into the meeting on a stretcher, which was raised to the platform and placed on two chairs. She raised her right hand and fluttered a handkerchief and, covered with blankets, lay motionless watching the audience. Later, her licence under the "Cat and Mouse" Act was offered for sale. Mrs Dacre Fox stated that an offer of £15 had already been received for it, and the next was one of £20, then £25 was bid, and at this price it was sold. Soon afterwards Miss Kenney was taken back to the ambulance. Detectives were present, but no attempt was made to rearrest Miss Kenney, whose licence had expired.“
(deutsch: Miss Kenney wurde in einer Pferde-Ambulanz zum Treffen gebracht; und sie  wurde auf einer Tragbahre in den Versammlungsraum getragen, die auf das Podium gehoben und auf zwei Stühlen platziert wurde. Sie erhob ihre rechte Hand und winkte mit einem Taschentuch, dann lag sie, mit Decken zugedeckt, bewegungslos da und beobachtete die Zuhörerschaft. Später wurde ihre Lizenz, die sie aufgrund des „Cat and Mouse Acts“ bekommen hatte, zum Kauf angeboten. Frau Dacre Fox stellte fest, dass bereits ein Gebot von 15 Pfund dafür vorliege, worauf die nächsten Gebote 20, dann 25 Pfund waren. Zu diesem Preis wurde diese dann verkauft. Bald danach wurde Miss Kenney zurück zur Ambulanz gebracht, in Anwesenheit von Detektiven, aber es wurde kein Versuch der Wiederverhaftung von Miss Kenney gemacht, deren Lizenz ja wertlos geworden war.)
Beim Ausbruch des Ersten Weltkriegs 1914 rief Emmeline Pankhurst zu einem Ende der Suffragetten-Militanz auf und nötigte die Frauen, sich aktiv an den Kriegsanstrengungen zu beteiligen, indem diese Jobs annahmen, die traditionell als das Vorrecht der Männer betrachtet wurden, aber wegen der Abwesenheit der Männer an der Front nicht besetzt waren. Dies wurde durch die Seiten der Zeitschrift The Suffragette verkündet und am 16. April 1915 erneut vorgebracht mit dem Slogan, dass es "a thousand times more the duty of the militant Suffragettes to fight the Kaiser for the sake of liberty than it was to fight anti-Suffrage Governments" (deutsch: ein tausend Mal mehr die Pflicht für militante Suffragetten sei, gegen den Kaiser für die Freiheit zu kämpfen, als gegen Regierungen, die das Wahlrecht verweigerten.).
Im Herbst 1915 begleitete Kenney Emmeline Pankhurst, Flora Drummond, Norah Dacre Fox und Grace Roe nach Südwales, in die Midlands und nach Clydeside auf einer Rekrutierungs- und Vortragstour, um die Gewerkschaften zu ermutigen, die Kriegsanstrengungen zu unterstützen. Kenney brachte ihre Botschaft so weit wie nach Frankreich und den Vereinigten Staaten.

## Privates Leben

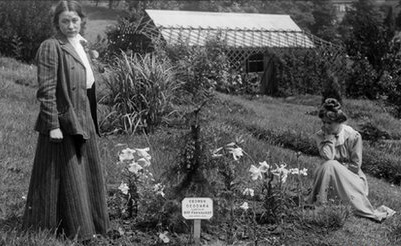
Adela Pankhurst (stehend) und Kenney, abgebildet 1909 neben einem Baum, der von Emmeline Pankhurst gepflanzt wurde

Annie hatte ein großes Gefolge enger Freundinnen innerhalb der Suffragettenbewegung. Sie pflegte ein Bett mit
Mary Blathwayt, Clara Codd, und Adela Pankhurst zu teilen. Sie und Christabel Pankhurst gingen nach Saak zusammen in Urlaub, aber es nicht klar, ob diese Beziehung je physisch war.
Mary Blathwayt notierte in ihrem Tagebuch einige der Schlafgenossinnen Kenneys während ihres Aufenthalts im Eagle House, dem Heim der Familie Blathwayt. Blathwayts Eifersucht wurde als Grund für die Eintragung vermutet. Annie war von den Blathwayts geduldet. Sie war eine häufige Besucherin des „Eagle House“ und pflanzte sogar vier Bäume im Gegensatz zu den anderen (siehe Annie’s Arboretum). Sie bezahlten für Geschenke und Uhren und sie kamen für ihre medizinischen und zahnärztlichen Rechnungen und die ihrer Schwestern auf.
Kenney heiratete James Taylor (1893–1977) und ließ sich in Letchworth, Hertfordshire, nieder, nachdem 1918 die Frauen über 30 Jahre das Wahlrecht bekommen hatten. Ein Sohn, Warwick Kenney Taylor, wurde 1921 geboren. Sie starb an Diabetes im Lister Hospital in Hitchin am 9. Juli 1953 im Alter von 73 Jahren. Ihre Beerdigung wurde nach den Riten der Rosenkreuzer gestaltet und ihre Asche wurde von der Familie im Saddleworth Moor verstreut.

## Anerkennung nach dem Tod
1999 errichtete das Oldham Council eine blaue Plakette zu ihren Ehren an der „Lees Brook Mill“ in Lees, nahe Oldham, wo Kenney 1892 mit ihrer Arbeit begonnen hatte.
Am 14. Dezember 2018 wurde eine Statue, die durch öffentliche Subskription finanziert wurde, nahe dem Platz der früheren Oldham Town Hall enthüllt.
Ihr Name und ihr Bild (und jene von 58 anderen Unterstützern des Frauenwahlrechts) sind auf dem Sockel der Millicent-Fawcett-Statue am Parliament Square in London angebracht, die Ende 2018 enthüllt wurde.